# Felsőzsolca
Felsőzsolca est une ville et une commune du comitat de Borsod-Abaúj-Zemplén en Hongrie.